# Les Monts-d’Aunay
Les Monts-d’Aunay – gmina we Francji, w regionie Normandia, w departamencie Calvados. W 2013 roku liczba ludności wynosiła 4761 mieszkańców. 
Gmina została utworzona 1 stycznia 2017 roku z połączenia siedmiu ówczesnych gmin: Aunay-sur-Odon, Bauquay, Campandré-Valcongrain, Danvou-la-Ferrière, Ondefontaine, Le Plessis-Grimoult oraz Roucamps. Siedzibą gminy została miejscowość Aunay-sur-Odon.